# 槙島聖護
槙島聖護（日語： Makishima Shōgo）是Production I.G所製作的電視動畫系列《PSYCHO-PASS》中的主要對立角色。在故事中，聖護涉嫌多宗犯罪，因此受到公安局追捕。他希望顛覆西比拉系統統治下的社會，並視執行官狡嚙慎也為其主要對手。此一角色亦於同一系列的衍生作品中登場。
此一角色由編劇虛淵玄所創，他想讓聖護看上去好像「不屬於此地」，故在設定上他並不認同故事中的社會是合理的。導演鹽谷直義認為他跟慎也類近。聖護的日語版配音員為櫻井孝宏，英語版則由亞歷克斯·歐根負責。
槙島聖護這一角色得到廣泛評論者的好評。他們對聖護的個性及作為反派角色的舉動評價正面，他的打鬥風格同樣得到讚賞。一些評論特別讚揚他與狡齧慎也的格鬥場面。由於他得到眾多日本粉絲支持，所以在NoitaminA的官方投票中也有上榜記錄。

## 角色設計
槙島聖護是《PSYCHO-PASS心靈判官》內的對立角色。在主角常守朱眼中，聖護跟狡嚙慎也為互相敵對的關係。由於缺乏人性的關係，所以聖護在任何時候都能保持冷靜，即使在跟人格鬥也好亦能冷靜應對。編劇虛淵玄表示，該電視動畫系列的其中一個中心主題是「恐懼」，所以聖護才有自己生錯了地方的感受。他相信若聖護在一個正常的地方出生，他將能找到快樂的所在。
導演鹽谷直義稱，故事中最接近他的價值觀的就是聖護，因為他同樣不喜歡希貝兒系統說「你該怎樣，你就怎樣」的高科技社會。他認為故事中的犯人比起追捕他們的警察更有人性。他亦喜歡狡嚙慎也這名角色，因為自身的觀點在很多時候與他相近。對於慎也及聖護雖價值觀相似，但卻走上不同道路一事，他表示這在虚构作品當中仍是常有之事，即使在現實世界也是如此。製作組為了特顯兩者之間的距離，而特意讓他們的衣著一黑一白。他們的名字也隱含了相反的含意：聖護於日語中跟「正午」（ Shōgo）同音，慎也則跟「深夜」（ Shin'ya）同音。
負責人物設定的淺野恭司同樣認為聖護跟自己較為相近。負責人物部分的製作人員全都認為聖護的臉部表情很難掌握，因為此一角色對外表露感情的方式為數不少。淺野恭司形容聖護是一名「瘋狂」的人，不過由於他會笑著地做一些瘋狂的事，故此恭司亦很難掌握該怎樣畫出聖護在這個時候的表情。

## 劇中表現
槙島聖護是一位黑暗的人文主義者，對於「人性之惡」相當著迷，當中包括人類的殘忍與兽性。他是一位天生的佈道者，擁有非凡的魅力及「對一切事物都能滔滔雄辯的知性」。動畫前期便有跡象顯示，聖護涉嫌策劃多宗公安局未解決的犯罪案件，包括使狡嚙慎也從監視官降級為執行官的標本事件。即使存有殺人意圖，他的犯罪指數也不會升至超過警戒線的水平，使得支配者不能視其為執行對象。聖護稱這是因為他的所有生理反應都不認為自身是邪惡的。
在殺了常守朱的好友後，槙島聖護透過在街上製造混亂，來分散公安局的注意力，以讓其能達至真正的目標——摧毀希貝兒系統。不過計劃最終因朱等人的妨礙而失敗，而他本人亦被捕。然而及後聖護沒有被制裁，反而受到由免罪體質者所組成的希貝兒系統的邀請，邀請其加入系統。聖護拒絕之，並堅持要摧毀整個系統。除此之外還表示對扮演上帝沒有興趣。 隨後他用公安局局長的裝置打給狡嚙慎也，指自己「剛剛得知希貝兒系統的真相了，那種東西沒有你賭上生命守護的價值……後會有期」。之後他意圖去發動生化恐怖襲擊，迫使長期鎖國的日本重新開放難民入境，令整體的犯罪指數上升。但他的計劃又成功被公安局阻挠，並於最後死在慎也的槍下。
此系列的小說版額外交代了槙島聖護跟崔九聖的關係。小說版前傳則交代了聖護為何策劃殺害執行官佐佐山光留。他在漫畫系列《監視官 常守朱》中亦有登場。在《心理测量者剧场版》（2015）及《PSYCHO-PASS心靈判官SS》（2019）當中，當慎也需面對與殺掉聖護類近的道德抉擇時，他就會以幻覺的形式出現。他亦於遊戲《PSYCHO-PASS心靈判官：無法抉擇的幸福》中擔任配角。

## 各界評價

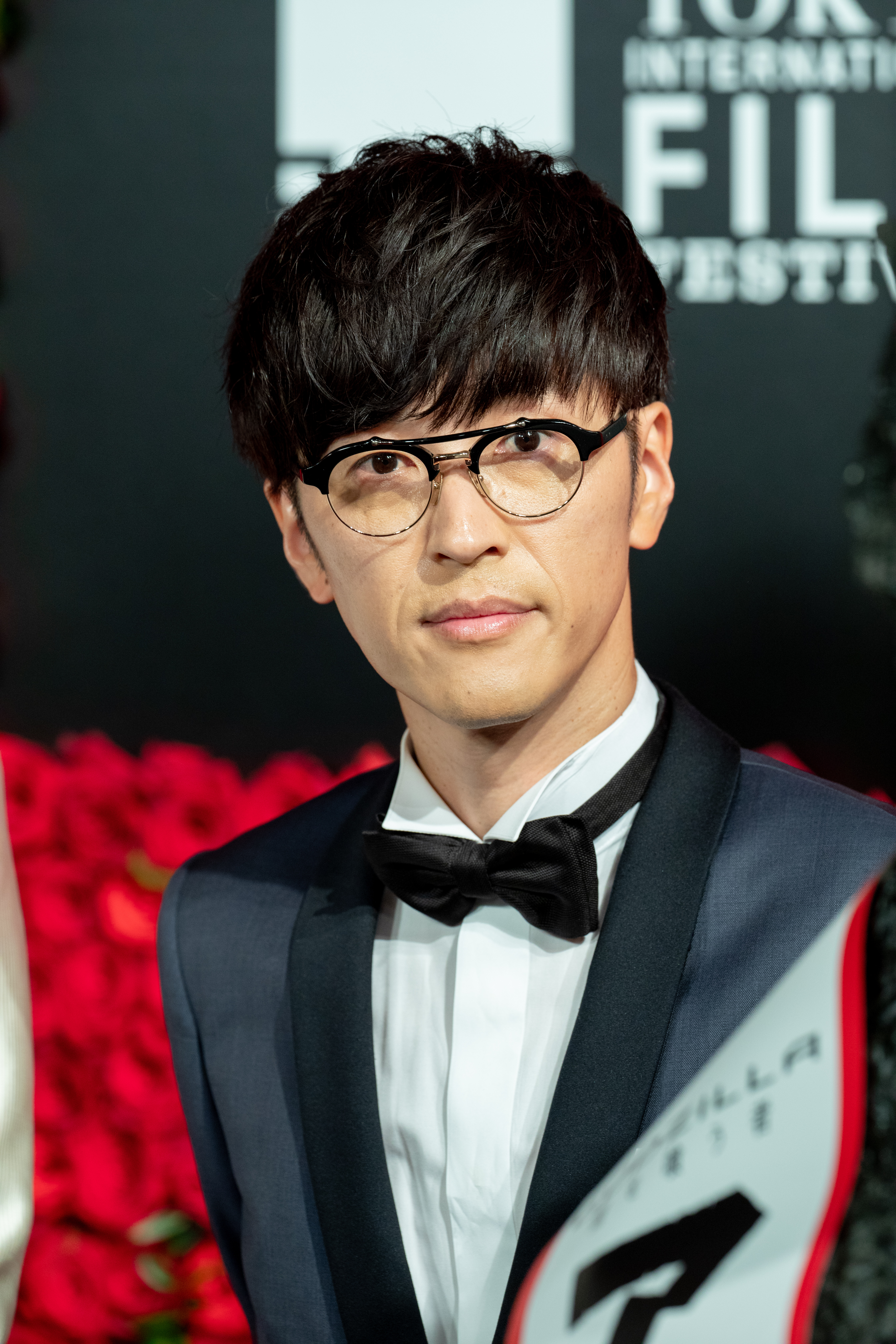
櫻井孝宏在飾演聖護時的表現獲得了不錯評價。

槙島聖護這一角色得到各界好評。《Japanator》的Yamamura Hiroko將聖護帶給自身的感受跟《星際牛仔》所帶來的進行類比。Kotaku的理查德·愛因斯比斯讚揚了他對多宗犯罪的策劃安排，不過仍批評了免罪體質這一設定。Fandom Post的托馬斯·卓斯在評論第11集時指，残忍的聖護對常守朱造成很大的心理傷害。即使是看到相關場景的觀眾，「內心也會變得空虛異常」。劇情進入後半部分後，Kotaku仍對聖護維持著高度的評價，並指他跟常守朱兩者存有平衡動畫娛樂性的作用。
動畫新聞網的雅各布·霍普·查普曼把聖護形容為「向我們內心、向自認為『劇情已在自己掌握之中』的科幻迷談吐的人物……以及虛淵玄用以顛覆希貝兒系統統治下的社會『只是一個平平無奇的反烏托邦社會』此一印象的手段……他就是這部動畫從娛樂作品升華至藝術作品的關鍵所在」。DVD Talk的凱爾·米爾斯對聖護的個人特點存有高度評價，認為他的格鬥場面和偏文靜的性格皆使其不像一位犯罪主謀。米爾斯評論動畫的後半部分時，稱其為「一位极妙的惡人角色」。
部分評論特別讚揚他與狡嚙慎也的格鬥場面；動畫新聞網的Bamboo Dong讚揚當中所用到的武器，但也稱「安樂椅精神科醫師彼此間的互相評估似乎有點生硬」。對於劇情的結尾，他有著以下的評論：「該系列於最後花不少時間去把槙島聖護刻畫成因社會過錯而作惡，嘗試使反派人性化」。卓斯批評故事中最後出現的超級燕麥不合常理，但仍評論指麥田為一個挺好的結尾場景。儘管聖護並沒有在《PSYCHO-PASS心靈判官劇場版》中直接登場，不過他卻在慎也受到重傷時以幻覺形式出現，與之交流——動畫新聞網特地批評了此一場景。聖護在《PSYCHO-PASS心靈判官SS》中以同樣形式登場，不過這次卻獲得較好的評價，因為其內容聚焦點之一就是慎也如何處理自身的仇恨。 
動畫新聞網的加布里埃拉·埃肯斯詳細分析了此一角色。她稱聖護在作中喜歡引用不同的小說，當中較為知名的有乔治·奥威尔的《一九八四》，它的反烏托邦世界觀類近於《PSYCHO-PASS》。更與之類近的則有約瑟夫·康拉德的《黑暗的心》，埃肯斯認為聖護跟《黑暗的心》的庫爾茲相近，因為他使得慎也就像馬洛般，放棄自身的理想。此外她認為聖護的看法跟弗里德里希·尼采於《善惡的彼岸》中所表達的很像，兩者皆在置疑社會的道德觀，及注重人性的發展。埃肯斯把聖護定為她最喜愛的恶人動畫角色，並認為他是虛淵玄筆下最受歡迎的角色之一
在官方投票中，他被票選為櫻井孝宏所飾演的最佳角色，並在「Noitamina先生競選」中排名第二。動畫新聞網的麗貝卡·西爾弗曼讚揚飾演聖護的櫻井孝宏，因為他的語氣「柔和得令人毛骨悚然」。此外「動畫！動畫！」網站亦就「你最喜歡的櫻井孝宏角色」舉辦了兩次投票，槙島聖護兩次都成功入選。